# SE-ABX Sverige

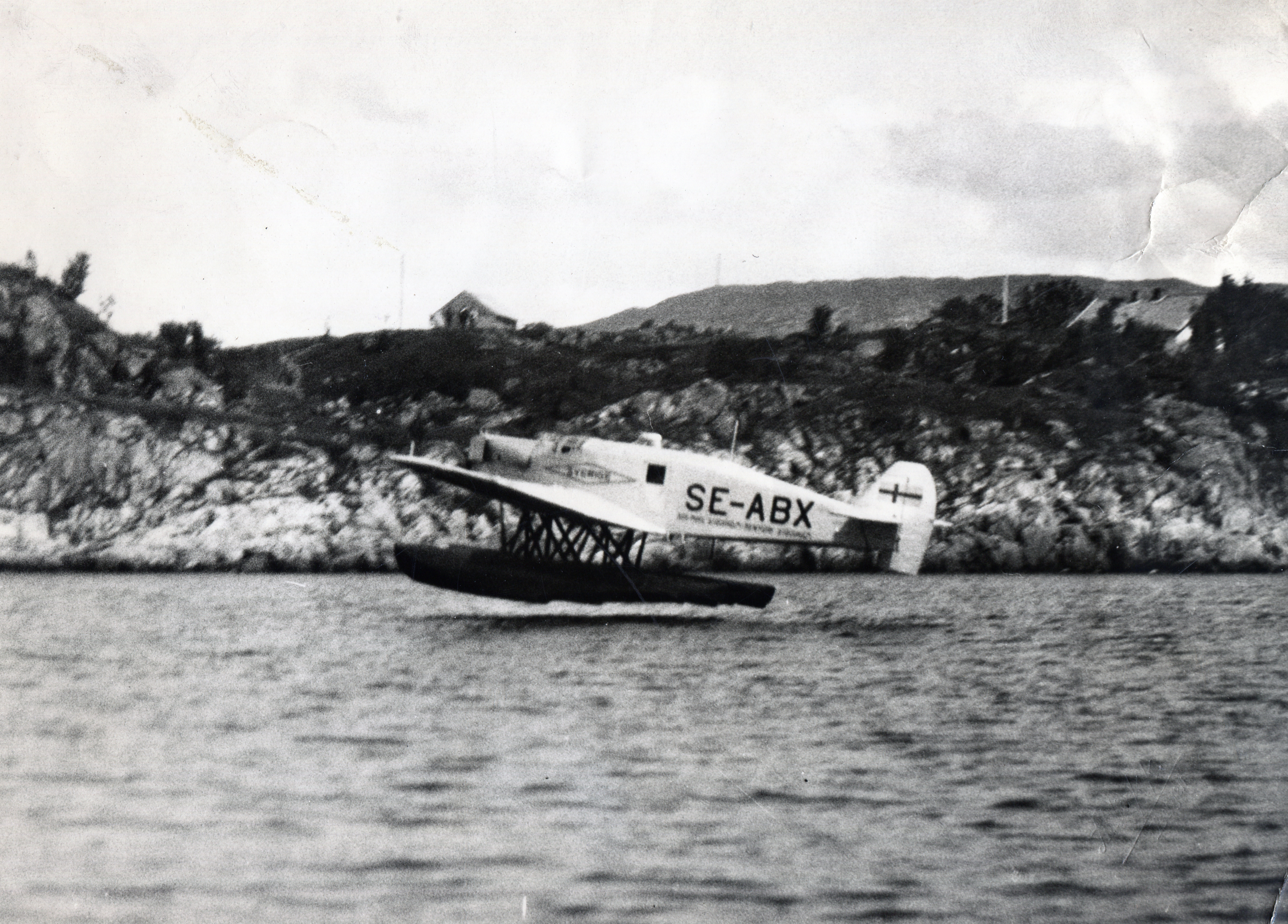
SE-ABX

SE-ABX Sverige var ett Junkers W 33 flygplan utrustat med pontoner som döptes till Sverige.
Flygplanet specialbeställdes från Junkers av Albin Ahrenberg för en flygning över Atlanten. Flygplanet var utrustad med en trimmad Junkers L 5 motor som skulle ge flygplanet en fart på 180 km/h och extra stora tankar hålla sig i luften cirka sju timmar. 29 juni 1929 startade man flygningen från Bergen via Färöarna, nådde man efter stora problem Reykjavik på Island. Under flygningen uppstod kraftiga motorvibrationer som resulterade i att ledningssystemen för bränsle och kylning skakades sönder. Man nådde Reykjavik på fem cylindrar och där propellern delvis satt löst på det nedsmälta propellernavet. Dessutom var kylaren och avgassystemet sprucket, den motordrivna bensinpumpen ur funktion och endast en av de handmanövrerade reservbensinpumparna i funktion. I Reykjavik monterade man in en ny Junkers L 5 reservmotor. På etappen till Grönland möttes man av en cyklonartad storm och åskväder och man landade vid Ivigtut för att invänta bättre väder. Under markuppehållet drabbades flygplanet av en cyklon som knäckte ena flottören samt skadade skev- och sidroder. När dessa skador var nödtorftigt reparerade startade Ahrenberg och telegrafisten Ljunglund från Ivigtut mot Labrador. Under flygningen drabbades man av ett åsknedslag i radioanläggningen som följdes av en mindre brand så när endast två timmars flygning återstod till Labrador tvingades man återvända till Grönland. På Grönland monterades flygplanet ner och återfördes till Sverige med båt.
Flygplanet övertogs av AB Aerotransport (ABA) som använde planet i mycket liten utsträckning för flygtrafik. Man hyrde senare ut flygplanet till Deutsche Lufthansa som bedrev en nattpostflyglinje mellan Malmö-Hannover med flygplanet. När ABA i december 1931 köpte en Junkers Ju 52/3m från AB Flygindustri (Afi) i Limhamn lämnades flygplanet som delbetalning. Under sin tid vid ABA flög flygplanet 112 600 km fördelat på 662 flygtimmar 
AB Flygindustri renoverade flygplanet och sålde det vidare till Hans Bertram. Han återregistrerade flygplanet i Tyskland där det gavs smeknamnet Atlantis. Flygplanet utrustades för en flygning mellan Tyskland och Australien. Med tre följeslagare startade Bertran från Kiel till Asien och Australien. Flygningen slutade med en nödlandning på grund av bränslebrist vid en obebodd del av Australiens nordvästra kust. Bertran och Klausmann tillverkade en båt av flygplanets ena flottör, efter svåra umbäranden nådde man bebodda trakter efter 53 dagar. Flygplanet bärgades senare och återkom till det tyska luftfartsregistret som D-OVYL.

## SE-ABX Sverige
- 15 maj 1929 flygplanet inregistreras på Bankirfirman CG Cervin i Stockholm
- 11 maj 1930 flygplanet inregistreras på AB Aerotransport
- 15 juli 1931 flygplanet avfördes från det svenska luftfartygsregistret och registreras i Tyskland under D-1925 på Deutsche Lufthansa.
- 31 december 1931 flygplanet återregistreras på AB Aerotransport.
- 21 april 1932 flygplanet avfördes från det svenska luftfartygsregistret och registreras i Tyskland under D-1925 på Hans Bertram